# Jan Smetana (moderátor)
Jan Smetana (* 25. března 1982 Praha) je český moderátor, televizní sportovní komentátor a reportér, od dubna 2012 do prosince 2024 moderátor pořadu Branky, body, vteřiny, hlavní sportovní zpravodajské relace ČT. Od ledna 2025 působí na komerční TV Nova.

## Život

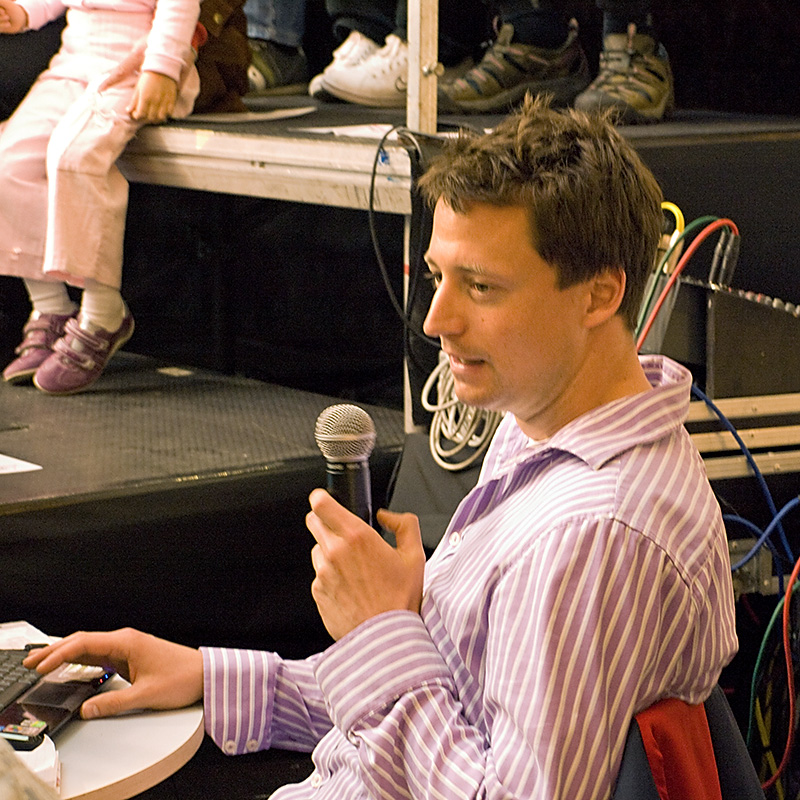
Jan Smetana při moderování v roce 2011

Absolvoval Gymnázium Nad Štolou v Praze. Následně rok studoval anglický jazyk na Univerzitě Jana Amose Komenského Praha a později na Vyšší odborné škole publicistiky v Praze. V roce 2011 pak úspěšně zakončil bakalářské studium na katedře žurnalistiky Filozofické fakulty Univerzity Palackého v Olomouci (získal titul Bc.).
Začínal v regionálním tisku, pak přešel do rádia jako zprávař a reportér. Od dubna 2011 byl externím spolupracovníkem Redakce sportu ČT. Komentoval basketbalovou Euroligu mužů i žen, zápasy Mattoni NBL, ŽBL i národních týmů. V letech 2005 až 2011 natáčel a moderoval pořad Time out.
Od roku 2006 do roku 2008 také moderoval sportovní zprávy v pořadu Dobré ráno, od roku 2008 do roku 2014 v pořadu Studio 6 a sportovní zprávy na ČT24. V dubnu 2012 se stal moderátorem pořadu Branky, body, vteřiny, hlavní sportovní zpravodajské relace České televize. Další změna nastala v prosince 2024, kdy opustil Branky, body, vteřiny. Od ledna 2025 působí na komerční TV Nova, kde od 16. ledna 2025 moderuje večerní zpravodajskou relaci Sportovní noviny a také komentuje basketbalové zápasy.
V roce 2015 uváděl vědomostní soutěž České televize Míň je víc, českou verzi britské kvízové show Pointless.
Manželkou Jana Smetany je rozhlasová moderátorka Eva Fraňková. V lednu 2014 se jim narodil syn Bastien.